# Poisentalstraße
Die Poisentalstraße ist eine etwa sechs Kilometer lange Verbindungsstraße zwischen dem Freitaler Stadtteil Deuben und Possendorf, das zur Gemeinde Bannewitz gehört. Sie ist als Teil der Staatsstraße 36 eine Querverbindung der durch Freital verlaufenden S 194 (Dresdner Straße) und der Bundesstraße 170 zwischen Dresden und Dippoldiswalde. Im Freitaler Abschnitt befinden sich einige Kulturdenkmale an der Poisentalstraße.

## Verlauf
Die Poisentalstraße beginnt in Freital an der Kreuzung der Dresdner Straße mit der Hüttenstraße und führt nach Überquerung der Weißeritz in südöstlicher Richtung, dem Poisenbach folgend, durch den Stadtteil Deuben, tangiert anschließend Schweinsdorf und durchquert Niederhäslich, an dessen Ortskern (Am Dorfplatz) sie vorbeiführt. Am Ortsausgang verlässt die Straße die Freitaler Flur, quert den Poisenbach und folgt nun dem Grenzverlauf zwischen Bannewitz und der Stadt Rabenau. Der Poisenbach bildet hier ein etwa 50 bis 100 Meter breites Tal, das namensgebende Poisental, aus. Südlich befindet sich der als Landschaftsschutzgebiet ausgewiesene Poisenwald, den die Straße im Talverlauf nördlich und östlich tangiert.
Der als Kreisstraße klassifizierte Hengstberg bindet die Poisentalstraße in Richtung des Ortskerns von Bannewitz sowie an Neubannewitz an. Am Amselgrund führt sie westlich an einem Teich sowie am Ort Neuwelschhufe vorbei und beschreibt anschließend einen Knick nach Süden. Die Siedlung Klein-Welschhufe am Ende des Marktsteigs markiert den Ortseingang von Wilmsdorf. Die Poisentalstraße führt an den unteren Poisenhäusern vorbei und endet im sich an Wilmsdorf anschließenden Possendorf an der Kreuzung mit der Bundesstraße 170. Die S 36 führt anschließend weiter in Richtung Kreischa.

## Geschichte und Verkehr
Vorläufer der Poisentalstraße war ein Communicationsweg zwischen Niederhäslich und Possendorf, den Heinrich von Brühl im Auftrag des Kurfürsten Friedrich August II. zur Erschließung des Jagdgebietes Poisenwald anlegen ließ. Im Jahr 1876 begann der schrittweise Ausbau zur Fahrstraße.
Von 1906 bis 1972 verkehrte auf einem Teilstück der Poisentalstraße zwischen dem Straßenbahnhof Deuben und dem Abzweig der heutigen Körnerstraße die Staatliche Güterbahn Deuben zur schienengebundenen Zu- und Abführung von Gütern für die Lederfabrik und die Egermühle. Die Idee einer Straßenbahnverbindung zwischen Deuben (Plauensche Grundbahn) und Kreischa über die Poisentalstraße wurde verworfen. Gegenwärtig ist die Poisentalstraße Bestandteil des Freitaler Stadtbusnetzes und wird von zwei Stadtbuslinien mit elf Haltestellen befahren.

## Bebauung
Um die Jahrhundertwende 1900 ließ die Gemeinde Niederhäslich mehrere öffentliche Bauten entlang der Poisentalstraße errichten, etwa das Rathaus und eine Schule mit daneben liegender Turnhalle. Zur gleichen Zeit entstand am Sachsenplatz in Deuben eine Zeile aus Wohn- und Geschäftshäusern in geschlossener Bebauung und mit städtischer Prägung, während die Straßenkanten in Niederhäslich und Schweinsdorf von Mehr- und Einfamilienhäusern gesäumt werden. Vereinzelt finden sich Gewerbebetriebe und Kleingärten an der Poisentalstraße.
Folgende Kulturdenkmale befinden sich gegenwärtig in Freital an der Poisentalstraße (sortiert nach der Anschrift):
| Bild                                    | Bezeichnung                                     | Lage                                          | Datierung                          | Beschreibung | ID       |
| --------------------------------------- | ----------------------------------------------- | --------------------------------------------- | ---------------------------------- | --- | -------- |
|                                         | Weißeritz-Mühlgraben                            | Poisentalstraße; Roseggerstraße; Mühlenstraße | 15. Jh. (Mühlgraben)               | Mühlgraben mit zwei Wehren; Gesamtanlage des von mehreren anliegenden Produktionsstätten (insbesondere Egermühle, Lederfabrik und Papierfabrik) genutzter künstlich angelegter Wasserlauf, besondere stadtentwicklungsgeschichtliche Bedeutung für Dresden und Freital | 08963896 |
|                                         | Wohnhaus                                        | Poisentalstraße 8 (Karte)                     | nach 1900                          | Wohnhaus in Ecklage; an bildprägender Stelle, städtebauliche und baugeschichtliche Relevanz | 08963838 |
|                                         | Wohnhaus                                        | Poisentalstraße 9 (Karte)                     | 1899                               | Wohnhaus in geschlossener Bebauung; Bestandteil einer späthistoristischen Häuserzeile von städtebaulichem und baugeschichtlichem Wert | 08963836 |
|                                         | Wohnhaus                                        | Poisentalstraße 11 (Karte)                    | wahrscheinlich 1899                | Wohnhaus in geschlossener Bebauung; Bestandteil einer späthistoristischen Häuserzeile von städtebaulichem und baugeschichtlichem Wert | 08963835 |
|                                         | Wohnhaus                                        | Poisentalstraße 13 (Karte)                    | wahrscheinlich 1899                | Wohnhaus in geschlossener Bebauung; Bestandteil einer späthistoristischen Häuserzeile von baugeschichtlichem und städtebaulichem Wert | 08963834 |
|                                         | Deutsche Eiche (ehem.)                          | Poisentalstraße 15 (Karte)                    | wahrscheinlich 1899                | Wohnhaus in Ecklage, mit Gaststätte gebaut; Bestandteil einer späthistoristischen Häuserzeile von baugeschichtlichem städtebaulichem Wert | 08963833 |
|                                         | Wohnhaus                                        | Poisentalstraße 25 (Karte)                    | 1894/95                            | Wohnhaus in offener Bebauung; baugeschichtlich relevant und straßenbildprägend | 08963971 |
| Direkt Bild zu diesem Denkmal hochladen | Sachgesamtheit Friedhof Deuben; Johanniskapelle | Poisentalstraße 31                            | um 1900 (Friedhof)                 | Sachgesamtheit Friedhof Deuben: Einzeldenkmal Kapelle (neoromanischer Zentralbau mit Vorbau) (Einzeldenkmal ID-Nr. 08963975) und Friedhof (Gartendenkmal); mit Einfriedung, verschiedenen Gehölzen und Blickbeziehungen, baugeschichtliche und gartenkünstlerische Bedeutung. | 09301347 |
| Weitere Bilder                          | Johanniskapelle                                 | Poisentalstraße 31 (Karte)                    | bez. 1901–1902 (Eingang)           | Einzeldenkmal der Sachgesamtheit Friedhof Deuben: Friedhofskirche (neoromanischer Zentralbau mit Vorbau) (Sachgesamtheit ID-Nr. 09301347) sowie 4 Grabmale und 10 Grabanlagen; baukünstlerische Bedeutung (Kirche) und z. T. künstlerische Bedeutung. | 08963975 |
|                                         | Doppel-Wohnhaus                                 | Poisentalstraße 47, 49 (Karte)                | 1910er Jahre (Doppelwohnhaus)      | Doppel-Wohnhaus in offener Bebauung; baugeschichtliche Bedeutung | 08963999 |
|                                         | Wohnhaus                                        | Poisentalstraße 55 (Karte)                    | bez. 1898 (Giebelaufsatz)          | Wohnhaus in offener Bebauung; baugeschichtliche Bedeutung | 08963998 |
|                                         | Rathaus Niederhäslich (ehem.)                   | Poisentalstraße 75 (Karte)                    | um 1900 (Rathaus)                  | Rathaus Niederhäslich (ehem.) – Rathaus; in späthistoristischen Renaissanceformen, bau- und ortshistorische Bedeutung | 08963983 |
|                                         | Turnhalle                                       | Poisentalstraße 77 (Karte)                    | nach 1910 (Turnhalle)              | Turnhalle (ohne Anbau); Teil eines Gemeindeforums, bau- und ortshistorische Relevanz | 08963984 |
|                                         | Schule                                          | Poisentalstraße 79 (Karte)                    | bez. 1876 (Türsturz)               | Schule; bau- und ortsgeschichtlich von Bedeutung, Teil des Gemeindeforums | 08963985 |
|                                         | Mühle Niederhäslich (ehem.)                     | Poisentalstraße 95 (Karte)                    | bez. 1833 (Mühle)                  | Mühle Niederhäslich (ehem.) – Mühlengebäude der früheren Niederhäslicher Wasser- und Dampfmühle (Obergeschoss Fachwerk); als regionalgeschichtliches Zeugnis von Bedeutung | 08963901 |
|                                         | Gasthof Poisental                               | Poisentalstraße 97 (Karte)                    | Ende 19. Jh. (Gasthof)             | Gasthof Poisental – Gasthof mit Tanzsaal; bau- und ortshistorisch relevant | 08963987 |
|                                         | Wohnhaus                                        | Poisentalstraße 102 (Karte)                   | bez. 1898 (Wetterfahne)            | Wohnhaus in halboffener Bebauung, mit Einfriedung; baugeschichtliche Bedeutung | 08963986 |
|                                         | Sgraffito 'Tanzschule Richter'                  | Poisentalstraße 121 (Karte)                   |                                    | Sgraffito 'Tanzschule Richter' des Malers Hermann Glöckner | 08964985 |
|                                         | Rösche Segen-Gottes-Schacht                     | Poisentalstraße 131 (gegenüber) (Karte)       | 1856/1858 und bez. 1858 (Mundloch) | Baron von Burgk Freiherrliche Werke Freital (ehem.) – Rösche Segen-Gottes-Schacht; Bergbaumonumente Freital (Sachgesamtheit) – Einzeldenkmal der Sachgesamtheit Bergbaumonumente Freital im OT Niederhäslich: Mundloch der zum früheren Segen-Gottes-Schacht gehörenden Rösche, einschließlich der noch vorhandenen untertägigen Stollenanlagen; wichtiges und weitgehend original erhaltenes bergbaugeschichtliches Zeugnis, im Kontext zum Segen-Gottes-Schacht von Bedeutung. Mundloch der zum früheren Segen-Gottes-Schacht gehörenden Rösche; in Sandsteinquadern ausgeführt und gewölbt, Schlussstein bez. "SGS" (Segen-Gottes-Schacht); die Rösche wurde 1856–58 angelegt und hatte eine Länge von 917 m, sie diente dem Abtransport der Berge und später dem Abführen der Grubenwässer ins Poisental; die untertägigen Stollenanlagen sind z.T. noch vorhanden; wichtiges und weitgehend original erhaltenes bergbaugeschichtliches und damit ortsgeschichtliches Zeugnis (LfD/2012). | 08963925 |

In Wilmsdorf und Possendorf ist die Bebauung lockerer und stärker dörflich geprägt. Erst kurz vor dem Straßenende und nahe dem Possendorfer Ortskern herrscht wieder engere Bebauung.